# Lars Hörmander

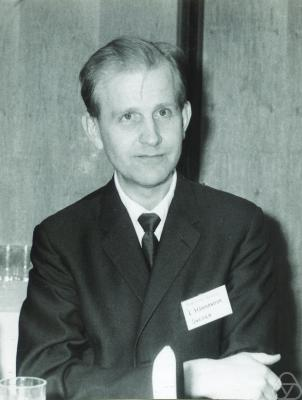
Lars Valter Hörmander

Lars Valter Hörmander (Mjällby, 24 januari 1931 – Malmö, 25 november 2012) was een Zweedse wiskundige. 
Reeds als student aan het gymnasium in Lund kreeg Hörmander van zijn wiskundeleraar les op universitair niveau. In 1948 begon hij zijn studie aan de Universiteit van Lund. Een van zijn leermeesters was Marcel Riesz. In 1950 behaalde hij zijn doctoraal (Zweeds: filosofii magister). In 1955 behaalde hij zijn doctoraat. Zijn specialiteit zijn de partiële differentiaalvergelijkingen. Daarna verbleef hij enige tijd in de Verenigde Staten, waar hij Richard Courant leerde kennen. In 1957 aanvaardde Lars Hörmander een hoogleraarschap aan de Universiteit van Stockholm, maar nog steeds verbleef hij veel in de Verenigde Staten, vooral aan de Universiteit van Stanford, de Universiteit van Princeton en het Institute for Advanced Study.
In 1962 ontving hij de Fields-medaille voor zijn prestaties op het gebied van lineaire differentiaaloperatoren. Terwijl er eerder alleen voor speciale differentiaaloperatoren oplossingen waren gevonden, bewees Hörmander diepgaande stellingen voor algemene lineaire differentiaaloperatoren. Een voorbeeld is de stelling van Hörmander, volgens welke singulariteiten in partiële differentiaalvergelijkingen zich alleen langs karakteristieken uitbreiden. Hörmander is ook een van de grondleggers van de theorie van de "pseudo-differentiaaloperatoren", een veralgemening van de partiële differentiaalvergelijkingen.
In de jaren 1964-1968 verbleef hij opnieuw in Princeton, waarna hij een professoraat in Lund aanvaardde. Tussen 1979 en 1984 schreef hij The analyse van lineaire partiële differentiaal operatoren (De analyse van lineaire partiële differentiaaloperatoren), een werk in vier delen, die een complete uiteenzetting geeft van de theorie van de lineaire differentiaaloperatoren. In 1988 werd hem de Wolfprijs toegekend. In 1996 ging hij met emeritaat. In 2006 werd hem door de American Mathematical Society de Leroy P. Steele Prize toegekend.

## Werken
- (en)  Linear Partial Differential Operators (Springer-Verlag, 1963)
- (en)  The Analysis of Linear Partial Differential Operators I: Distribution Theory and Fourier Analysis (Springer-Verlag)
- (en)  The Analysis of Linear Partial Differential Operators II: Differential Operators with Constant Coefficients (Springer-Verlag)
- (en)  The Analysis of Linear Partial Differential Operators III: Pseudo-Differential Operators (Springer-Verlag)
- (en)  The Analysis of Linear Partial Differential Operators IV: Fourier Integral Operators (Springer-Verlag)
- (en)  An Introduction to Complex Analysis in Several Variables. (1966, revisions in 1973 and 1990)
- (en)  Notions of Convexity, Birkhäuser Verlag, 1994, ISBN 0817637990)